# Йонела Козмюк
Йонела Козмюк (3 січня 1995 , Кимполунг, Сучава ) — румунська веслувальниця, срібна призерка Олімпійських ігор 2024 року.

## Виступи на Олімпіадах
| Олімпіада           | Дисципліна               | Місце |
| ------------------- | ------------------------ | ----- |
| Ріо-де-Жанейро 2016 | парні двійки, легка вага | 8     |
| Токіо 2020          | парні двійки, легка вага | 6     |
| Париж 2024          | парні двійки, легка вага | 2     |

## Зовнішні посилання
- Йонела Козмюк на сайті World Rowing (англійська)
- Йонела Козмюк на сайті Olympics.com (англійська)
- Йонела Козмюк на сайті Olympedia (англійська)
- Йонела Козмюк на сайті Romanian Olympic Committee (румунська)